# San Pelayo de Guareña
San Pelayo de Guareña – gmina w Hiszpanii, w prowincji Salamanka, w Kastylii i León, o powierzchni 27,69 km². W 2011 roku gmina liczyła 94 mieszkańców.